# 不老溫泉
23°03′58″N 120°41′06″E / 23.066062°N 120.685058°E
不老溫泉位於台灣高雄市六龜區荖濃溪的支流溪谷中，依地質分類屬於台灣中央山脈板岩區的變質岩溫泉。

## 泉質
不老溫泉水質清澈，可用於沐浴、飲用，水溫約44-45℃，酸鹼值約pH7.7，含碳酸氫根離子1460ppm，鈉離子約593ppm，屬於中性碳酸氫鈉泉。

## 歷史
不老溫泉舊稱新同溫泉，開發於台灣日治時期。

## 交通
- 自行開車：國道3號-官田系統交流道-省道臺84線-省道臺20線-省道臺27線-高133線區道。
- 大眾運輸：高鐵左營站或臺鐵高雄站-轉搭高雄市公車E25高旗六龜快線至六龜新站（親水公園）後，轉搭JOY公車H11區間至不老溫泉站。

## 外部連結
- 不老溫泉 台灣好湯
- 不老溫泉 交通部觀光署